# Афанасьев, Порфирий Васильевич
Пурхи Ахван (Порфирий Васильевич Афанасьев) (родился 20 февраля 1942, Новое Ильмово, Черемшанский район, Татарстан) — чувашский поэт, переводчик и драматург, педагог, журналист. Член Союза писателей СССР (1977). Народный поэт Чувашской Республики (1998).

## Биография
Родился 20 февраля 1942 г. в д. Новое Ильмово Черемшанского района Республики Татарстан.
1976 году — Высшую школу при ЦК КПСС (факультет журналистики).
Трудовую деятельность начал в 1959 году в качестве литсотрудника газеты «Хĕрлĕ ялав» («Красное знамя») в г. Казани.
С 1960 по 1964 годы обучался в Казанском государственном педагогическом институте, после окончания которого работал учителем в родной деревне.
С 1965 года П. Афанасьев снова работает в газетах: «По ленинскому пути» (с. Черемшан, Татарстан), с 1967 года — в газете «Коммунизм ялавĕ» Чебоксарах. С 1977 по 1985 гг. являлся главным редактором журнала «Хатĕр пул» (Будь готов).
В 1985—1986 годах — главный редактор Чувашского книжного издательства.
1986—1990 гг. — председатель правления Союза писателей ЧР. В 1990—1995 годах работает заместителем председателя Чувашского отделения Российского фонда мира. В 1995—1998 годы занимал должность главного редактора Чувашского радио. С марта 2001 года — академик Международной академии народов мира.

## Творческие успехи
В 1983 году в Чувашском государственном академическом драматическом театре был поставлен спектакль по трагедии в стихах П. Афанасьева «Именем твоим». Кроме того, мастер перевёл пьесы В. Распутина «Деньги для Марии», Л. Леонова «Нашествие», польского драматурга К. Хоинского «Ночная повесть», народная драма по роману М. Шолохова «Тихий Дон», комедия В. Шекспира «Виндзорские проказницы».

### Книги
На чувашском языке:
- Çарăмсан кĕввисем (Черемшанские напевы), Стихи и поэма. 1975.
- Хуркайак çулĕ (Клин журавлиный). Рассказы. 1976.
- Вучах (Очаг). Повесть. 1978.
- Чун сути (Свет изнутри). Стихи и поэма. 1980.
- Пуранатăп Атăл херринче (Живу на Волге). Стихи и поэма. 1983.
- Пуран, юрату! (Живи, любовь!) Повести и рассказы. 1985.
- Сан ятупа (Именем твоим). Трагедия. 1986.
- Ярапаллă йăмра (Ветла с сережками). Стихи. 1987.
- Хĕвел хапхи (Солнечные врата). Стихи и поэма. 1988.
- Тав (Благодарение). Стихи и поэмы. 1999.

На русском языке:
- Корни. Стихи и поэмы. Чебоксары, 1984.
- Родники под ильмами. Стихи. М.: Современник, 1984.

На татарском языке:
- Чирмешәннән бер йотым су (Глоток воды из Черемшана). Стихи. — Казань, 1990.

## Награды
- премия Комсомола Чувашии имени М. Сеспеля (1982),
- народный поэт Чувашской Республики (1998),
- лауреат Государственной премии Чувашской Республики (2001),
- лауреат премии им. Ф. Карима (1998),
- лауреат премии им. И. Я. Яковлева (2002),
- заслуженный деятель искусств Чувашской Республики (1992).